# Герсон Торрес
Герсон Торрес (ісп. Gerson Torres Barrantes, нар. 28 серпня 1997, Сан-Хосе) — костариканський футболіст, півзахисник, нападник клубу «Ередіано».
Виступав, зокрема, за клуб «Америка», а також національну збірну Коста-Рики.

## Клубна кар'єра
Народився 28 серпня 1997 року в місті Сан-Хосе. Вихованець футбольної школи клубу «Белень». Дорослу футбольну кар'єру розпочав 2015 року в основній команді того ж клубу, в якій провів один сезон, взявши участь у 12 матчах чемпіонату. 
Протягом 2016—2017 років захищав кольори клубу «Ередіано».
Своєю грою за останню команду привернув увагу представників тренерського штабу клубу «Америка», до складу якого приєднався 2017 року. Відіграв за команду з Мехіко наступний сезон своєї ігрової кар'єри.
Протягом 2018 року захищав кольори клубу «Некакса».
До складу клубу «Ередіано» приєднався 2018 року. Станом на 8 листопада 2022 року відіграв за костариканську команду 172 матчі в національному чемпіонаті.

## Виступи за збірні
Протягом 2017–2018 років залучався до складу молодіжної збірної Коста-Рики. На молодіжному рівні зіграв у 4 офіційних матчах.
У 2017 році дебютував в офіційних матчах у складі національної збірної Коста-Рики.
У складі збірної — учасник чемпіонату світу 2022 року у Катарі.